# 정괄
정괄(鄭佸, 1435년 ~ 1495년)은 조선 전기의 문신이다. 자는 경회(慶會), 본관은 동래이다.

## 생애
영의정 정창손의 아들로 태어났다. 어머니는 정지(鄭持)의 딸이다. 처음에는 음관(蔭官)으로 벼슬길에 나아가 1465년 문과에 합격하였다. 병조참의, 병조참지를 거쳐 사간원대사간, 이조참판, 황해도관찰사를 하다 성종의 총애로 의정부우찬성으로 승진, 사헌부대사헌을 했고, 이조판서를 하며 기강을 바로잡았다. 1485년 숭정대부 의정부좌찬성에 임명되었고, 경상도관찰사를 하고 1488년 형조판서가 되었다. 1492년에는 명나라에 가서 황태자 책봉을 축하하고 이후 판의금부사로 승진하여, 1493년 병조판서가 되었다. 그 후 평안도관찰사가 되었는데, 정괄은 노쇠함을 이유로 사퇴하려 하였으나 당시 임금이었던 성종은 "특별히 경을 보내는 것"이라 하며 사퇴를 허락하지 않았다.
이후 경상도관찰사가 되었다.

## 사망과 시호
1495년, 연산군이 즉위하자 명나라에서 사신을 보내 왕을 책봉하였다. 이에 연산군은 정괄을 특별히 불러 우의정에 임명하고 곧 좌의정으로 올리며 왕 책봉에 대한 사은사로 명나라에 파견하였다. 그러나 정괄은 명나라에서 돌아오는 길에 칠가령(七家嶺)이라는 곳에서 사망하였다. 정괄은 죽기 전에 아들 정종보에게 "평생에 적을 만한 공적이 없으니 비석을 세우지 말라"고 했다고 한다. 사후 공숙(恭肅)이라는 시호가 주어졌는데, 일을 함에 있어서 견고한 것을 '공(恭)', 마음가짐에 결단이 있는 것을 '숙(肅)'이라 이름한다고 한다.
《공숙공 정괄 묘역》은 경기도 김포시 대곶면 약암리에 있다. 2013년 12월 11일 김포시의 향토유적 제15호로 지정되었다.

## 참고 문헌
- 《조선왕조실록》 연산군일기, 연산 1년 10월 8일조, 정괄의 졸기